# Avenida Duque de Caxias
Avenida Duque de Caxias é uma via histórica da cidade de Fortaleza, Brasil. Está localizada no Centro. Fez parte de uma das primeiras plantas de projeto urbanístico da cidade, elaborada por Adolfo Herbster em 1875. Em 2019 a avenida ganhou um trinário com faixa de ônibus e uma ciclofaixa na pista esquerda, passando a ter sentido único, no entanto, entre a rua Padre Ibiapina e avenida José Jatahy, a avenida segue em sentido duplo.